# 淨龍寺 (塩尻市)
淨龍寺（じょうりゅうじ・浄竜寺）は 長野県塩尻市奈良井と長野県木曽郡木祖村大字薮原にある真宗大谷派の寺院。山号は玄興山。長野県木曽郡木祖村大字薮原にも本堂がある。

## 歴史
真宗大谷派における長野五組の南端に位置する寺院である。
寿永3年1月20日（1184年3月4日）、木曽義仲が粟津の戦いで討死した後に、重臣であった落合五郎兼行は、奈良井から伊那谷へ行く権兵衛峠の麓の「萱ヶ平」に隠れ住んだとされる。
落合五郎兼行の嫡男である、落合兼興は、仏を熱心に信仰していたことから萱ヶ平に草庵を設けることにした。
建暦3年(1212年)、越後国の小丸山の草庵で出家して親鸞上人の弟子となり、真筆の九字の名号を賜り、法名「玄興」と「藤井」姓を賜り、藤井玄興と称した。
建保元年(1213年)、玄興は萱ヶ平に戻って、草庵を創建して玄興寺と称した。
正安2年（1300年）、玄興の孫である玄徳が、奈良井村川東字勧善江に草庵を移した。
天正17年(1589年)、木曾義昌が、現在地に移して再興し、山号・寺号を池澤山 玄興寺に改めた。
享保12年（1727年）、奈良井宿で発生した大火によって類焼の被害を受けた。そのため縁起に関する歴史資料が焼失した。
天保2年（1645年）、東本願寺（真宗大谷派）十三世の宣如上人より阿弥陀如来立像を下附され、念仏の教えを頂く道場として現在地に本堂庫裏を建立し、山号・寺号を、玄興山 淨龍寺に改号した。
天保8年（1837年）7月6日、火災に罹り、本堂・土蔵・宝物・系図・記録などが焼失したが、本尊と親鸞上人真筆の六字名号、及び落合五郎兼行の守り仏、東本願寺から付与された絵像などを取り出すことができたので、今日に伝わっている。
嘉永5年（1852年）に再建した。
木造2階建で、切妻造の妻入り、銅板葺、本棟造。外壁は真壁造りの白漆喰仕上げ、棟飾りには、雀おどし、2階正面には出窓があり、庫裏と仮本堂を兼ねた建物である。
江戸時代末期に、鳥居峠が難所であったため、峠向の薮原宿に教化所を設立した。
昭和30年（1955年）、最秀が、薮原にも本堂を建立し、仏法興隆・法義相続のもと、奈良井と共に念仏の歴史を今日まで伝えている。
昭和24年（1949年）から昭和29年（1954年）まで、彫刻家の石井鶴三が、淨龍寺に逗留して島崎藤村の木彫像を制作したことも知られている。
山門と、本堂の天井に描かれた龍の図、本堂裏の庭園は一見の価値があるものである。

## 行事
- 報恩講　　　毎年10月6日　午前10時から（藪原淨龍寺）・毎年10月18日　午前10時から（奈良井淨龍寺）
- 定例　　　　毎月第2、第4土曜日　午前10時から（藪原淨龍寺）
- 春秋彼岸会　春秋彼岸中日　午前10時から（奈良井淨龍寺）・午後2時から（藪原淨龍寺）
- 盂蘭盆会　　毎年8月14日　午前10時から（奈良井淨龍寺）・午後2時から（藪原淨龍寺）

## 関連リンク
- 玄興山　淨龍寺
- 奈良井宿 五ヶ寺　塩尻市観光ガイド